# Teatro ottico

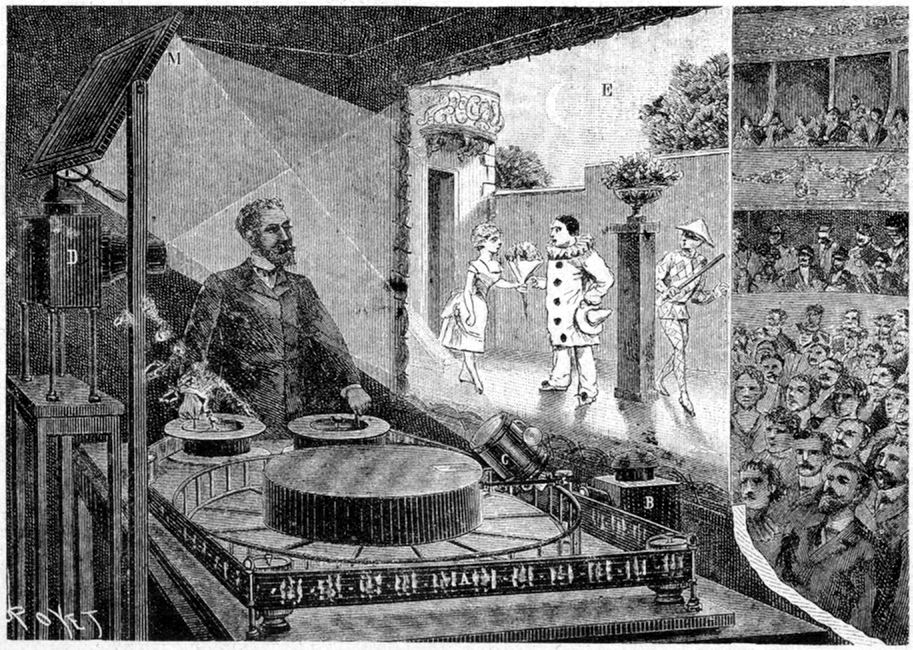
Prima proiezione pubblica del teatro ottico nel 1892

Il teatro ottico (théâtre optique, in francese) è un dispositivo inventato da Charles-Émile Reynaud nel 1888 per la visione delle sue pantomime luminose e utilizzato per la prima volta in pubblico al museo Grévin di Parigi nel 1892. È stato il primo spettacolo di immagini in movimento proiettate a un pubblico, precedente di tre anni alla prima proiezione di film di Auguste e Louis Lumière.

## Principio di funzionamento

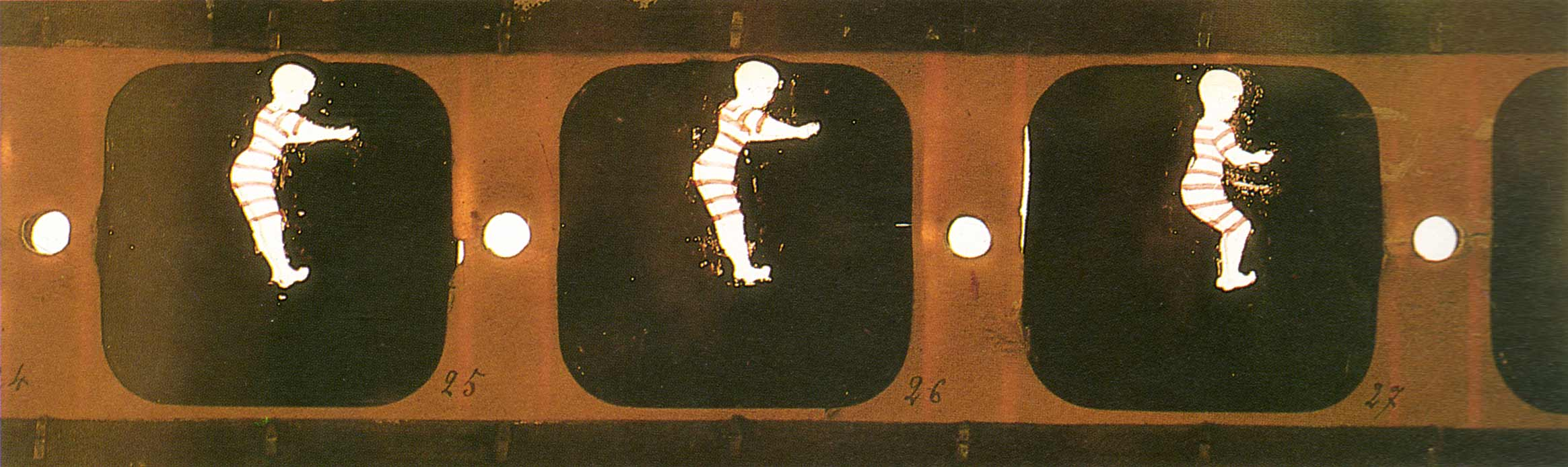
Spezzone di striscia di vetri dipinti utilizzati da Reynaud per il suo teatro ottico

Il sistema, un'evoluzione del prassinoscopio e soprattutto del prassinoscopio teatro, consisteva di una serie di lastre di vetro, dipinte a mano dallo stesso Reynaud, montate su bande di pelle. Ogni banda era collegata alle altre attraverso dei nastri metallici forati che si agganciavano all'ingranaggio del tamburo ruotante, in modo da venire allineati alla lanterna del proiettore.
Collegando le strisce di immagini a una coppia di ruote simili alle moderne bobine cinematografiche, Reynaud creò così una serie continua di immagini in movimento, svincolandosi dal limite delle 12 immagini del precedente sistema del prassinoscopio teatro.
Le immagini in movimento, solitamente figure umane, venivano sovrapposte a degli sfondi fissi intercambiabili, similmente alla tecnica di ripresa a passo uno dei successivi cartoni animati. Le immagini, inoltre, a differenza della proiezione cinematografica, venivano proiettate dietro allo schermo, anziché davanti.
Reynaud, inoltre, utilizzava speciali tecniche di proiezione, non limitandosi a proiettare linearmente e sempre alla stessa velocità tutto il "film": poteva infatti rallentare o velocizzare l'azione, avvolgere o svolgere la bobina, cosicché otteneva l'effetto di far compiere ai soggetti animati le azioni in avanti e indietro, separando l'azione e il tempo, dal movimento della banda. In tal modo poteva sfruttare effetti particolari senza dover aumentare il numero di vetri dipinti.
Reynaud durante le proiezioni utilizzava inoltre una serie di rumori associati alle azioni dei personaggi animati, e una vera e propria colonna sonora era stata composta ed eseguita per le "pantomime luminose" proiettate al museo Grévin dal musicista Gaston Paulin.

## Storia

Manifesto per la prima proiezione pubblica del 1892

Nel 1876 Charles-Émile Reynaud apporta una modifica allo zootropio inserendo al centro del dispositivo una serie di specchi su cui si riflettono le immagini, in modo da ottenere delle immagini non distorte come avviene nell'osservazione attraverso le feritoie: inventa così il prassinoscopio.
Nel 1878, anteponendo uno schermo di vetro a questa giostra di specchi, evolve lo strumento e gli dà il nome di prassinoscopio teatro. Il nuovo strumento, adatto ad una fruizione collettiva, permette di sovrapporre le immagini in movimento a una serie di sfondi fissi intercambiabili.
Nel 1880 elabora la prima versione del teatro prassinoscopio per proiezione, sfruttando la più antica tecnica di proiezione della lanterna magica: il prassinoscopio da proiezione, utilizza infatti una lanterna per proiettare le immagini in movimento su un piccolo schermo, permettendo ad un pubblico più vasto di vederle, tuttavia si limita sempre a una serie di dodici immagini che si ripetono di continuo.
Nel 1888 Reynaud perfeziona un proiettore di più larga scala, simile ai proiettori che sarebbero stati usati per le proiezioni cinematografiche qualche anno più tardi. Il 28 ottobre 1892, Reynaud dà la prima proiezione pubblica di uno spettacolo di immagini in movimento al museo Grévin di Parigi. Lo spettacolo, annunciato come "pantomime luminose" (Pantomimes Lumineuses), comprende tre sequenze animate: Pauvre Pierrot, Un bon bock e Le clown et ses chiens, ciascuno costituito da 500-700 lastre di vetro dipinte individualmente dallo stesso Reynaud e della durata di circa 15 minuti. Reynaud, inoltre, opera come proiezionista e lo spettacolo è accompagnato da un commento sonoro composto ed eseguito da Gaston Paulin. Per le "pantomime luminose", infatti, oltre all'esecuzione di rumori come commento alle immagini, viene anche composta una vera e propria colonna sonora musicale.
Le "pantomime luminose" prodotte da Reynaud per il teatro ottico, furono in tutto cinque: Un bon bock (1888), Le clown et ses chiens (1890), Pauvre Pierrot (1891), Autour d'une cabine (1893), Un rêve au coin du feu (1894). Di queste, tuttavia, ne sono sopravvissute solamente due, Pauvre Pierrot e Autour d'une cabine, poiché Reynaud stesso ha gettato le altre tre nella Senna in un momento di disperazione.
Successivamente alla nascita del cinema e delle "fotografie in movimento", anche Reynaud è costretto a piegarsi a questa nuova moda e realizza per il suo teatro ottico quelle che chiama "fotopitture animate". Si tratta di animazioni realizzate con sequenze di fotografie dipinte a mano, utilizzate al posto dei disegni, riprese attraverso uno strumento ottico creato dallo stesso Reynaud: il foto-scenografo. Di questo tipo di animazioni verranno prodotti da Reynaud i titoli:  Guillaume Tell (1896), Le premier cigare (1897) e Les clowns Price (1898).
Tuttavia verso il 1900, il "teatro ottico" deve cedere il passo all'inevitabile maggiore diffusione del cinema. Sebbene i film successivamente proiettati dai fratelli Lumière nel 1895 abbiano eclissato l'esibizione di Reynaud, la mostra al museo Grévin rimane fino al 1900, contando, fino a quell'anno, più di 500.000 spettatori. L'ultima proiezione avviene l'8 febbraio del 1900.

## Esemplari
- Una ricostruzione del teatro ottico di Charles-Émile Reynaud è attualmente esposta al Museo nazionale del cinema di Torino, dove viene presentata, racchiusa in una teca di vetro, ma non in funzione: la proiezione visibile è infatti in realtà frutto di un dispositivo digitale.